# Weltmeisterschaften im Bogenschießen 1969
Die Weltmeisterschaften im Bogenschießen 1969 wurden vom 11. bis 20. August in Valley Forge im US-Bundesstaat Pennsylvania ausgetragen.

## Ergebnisse

### Recurvebogen
| Disziplin         | Gold                                                          | Silber                                                     | Bronze                                                 |
| ----------------- | ------------------------------------------------------------- | ---------------------------------------------------------- | ------------------------------------------------------ |
| Männer Einzel     | Hardy Ward                                                    | John Williams                                              | Greame Telford                                         |
| Frauen Einzel     | Dorothy Lidstone                                              | Doreen Wilber                                              | Nonna Kosina                                           |
| Männer Mannschaft | Vereinigte Staaten Hardy Ward John Williams Ray Rogers        | Dänemark Arne Jacobsen Herluf Andersen Leif Skovgaard      | Großbritannien Ian Dixon Roy Matthews G. Sykes         |
| Frauen Mannschaft | Sowjetunion Emma Gaptschenko Nonna Kosina Tatjana Obratschowa | Kanada Dorothy Lidstone Virginia Parkhurst Carol Armstrong | Polen Hanna Brzezińska Maria Mączyńska Irena Ulatowska |

## Medaillenspiegel
| Platz  | Land               | Gold | Silber | Bronze | Gesamt |
| ------ | ------------------ | ---- | ------ | ------ | ------ |
| 1      | Vereinigte Staaten | 2    | 2      | –      | 4      |
| 2      | Kanada             | 1    | 1      | –      | 2      |
| 3      | Sowjetunion        | 1    | –      | 1      | 2      |
| 4      | Dänemark           | –    | 1      | –      | 1      |
| 5      | Australien         | –    | –      | 1      | 1      |
| 5      | Großbritannien     | –    | –      | 1      | 1      |
| 5      | Polen              | –    | –      | 1      | 1      |
| Gesamt | Gesamt             | 4    | 4      | 4      | 12     |